# Ведмежик
Ведме́жик — гора в Украинских Карпатах, в горном массиве Горганы, на хребте Довбушанка. Расположена восточнее села Быстрица Надворнянского района Ивано-Франковской области.
Высота — 1737 м. Северный склон очень крутой, местами с обрывами. Юго-восточный и западный склоны пологие, по которым можно пройти до вершин Довбушанка (1754 м) и Пикун (1657 м).
Вершина и склоны горы, как и другие горы хребта Довбушанки, покрыты каменными осыпищами, местами поросшими сосной горной. При южном склоне расположены истоки реки Зубровки (Зеленица), притока Быстрицы Надворнянской.
Гора расположена в пределах природного заповедника «Горганы».
- Вид с вершины Ведмежика на Довбушанку